# Георг Бем

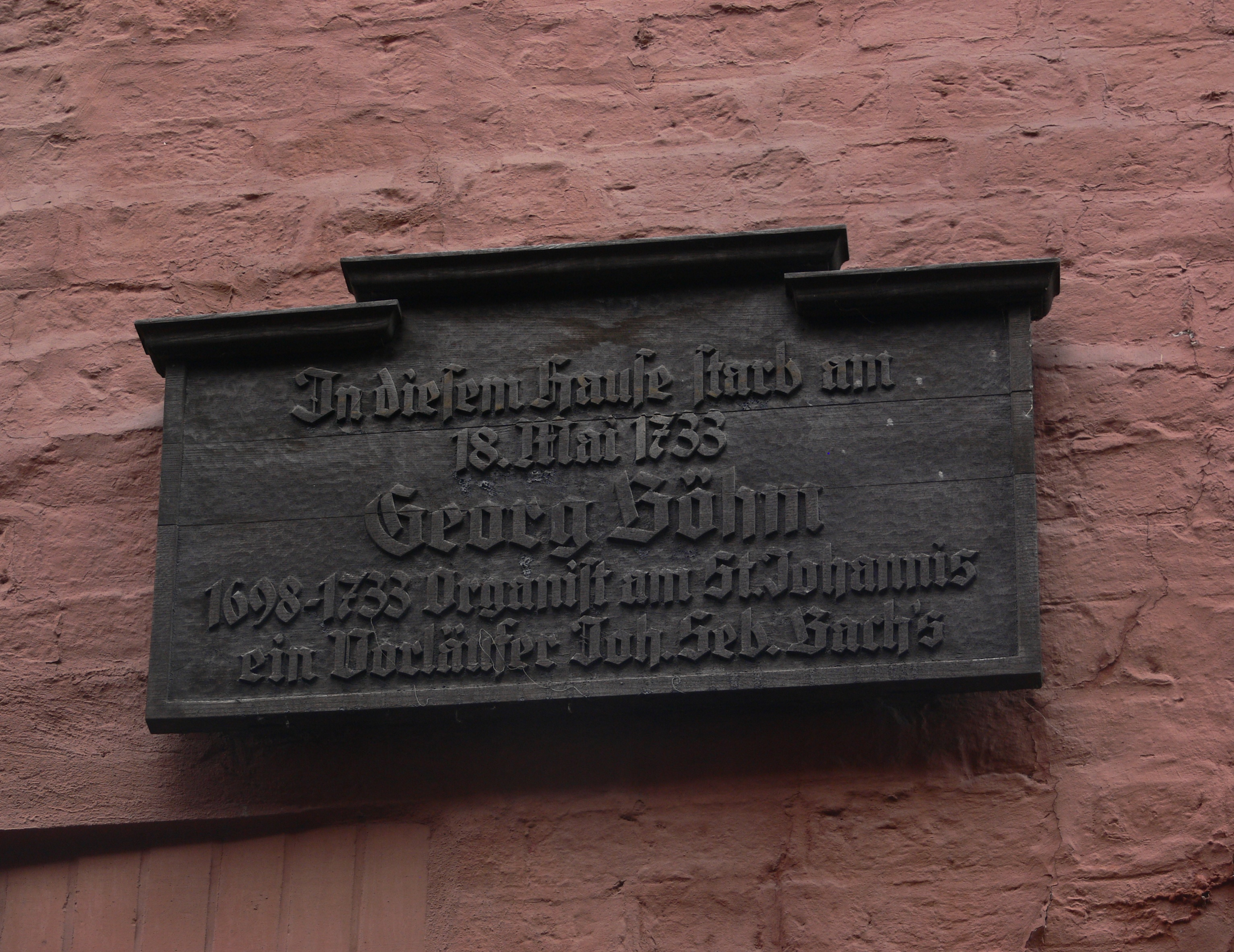
Меморіальна дошка у Люнебурзі

Георг Бем (нім. Georg Böhm; 2 вересня 1661, Гоенкірхен, Тюрингія — 18 травня 1733, Люнебург) — німецький композитор, органіст, представник стилю бароко. Відомий своїм внеском у розвиток хоральної партити та впливом на Йоганна Себастьяна Баха в молодості.

## Життєпис
Георг Бем народився 2 вересня 1661 року у Гоенкірхен (Тюрингія). Першим його учителем був батько Бальтазар, який був органістом. Можливо, що він також вчився у Йоганна Генріха Гільдебранда (нім. Johann Heinrich Hildebrand), кантора в Ордруфі. Після смерті батька у 1675 році, Бем вчився латинській школі у комуні Гольдбах та, пізніше, у гімназії міста Гота, які закінчив 1684 року. 28 серпня 1684 він поступив до Єнського університету. Орієнтовно 1690 року він його міг закінчити.
З 1693 року він мешкав у Гамбурзі. Можливо він слухав музику Йоганна Адама Райнкена, який був органістом у Церкві Святої Катерини. Бем також міг чути гру та музику Вінсента Любека чи навіть Дітріха Букстегуде.
1697 року помер Крістіан Флор (нім. Christian Flor), органіст церкви Святого Іоанна Хрестителя у Люнебурзі, і Георг Бем попросився на цю посаду, зважаючи на те, що регулярної роботи у нього на той час не було. З 1698 і до самої смерті він пропрацював тут. Бем одружився і у нього було 5 синів.
З 1700 по 1702 роки він міг вчити молодого Йоганна Себастьяна Баха, який приїхав до міста у 1700 році, щоб навчатися в школі церковних півчих при церкві Святого Михайла. Прямих доказів того, що Бах навчався у Бема нема. 1775 року Карл Філіпп Емануель Бах у листах до Йоганна Ніколауса Форкеля писав, що батько любив і вивчав музику Бема. 31 серпня 2006 року було виявлено копію відомої хоральної фантазії Райнкена «Потоки вод Вавилона» (нім. An Wasserflüssen Babylon), підписану Бахом:
|  | Il Fine â Dom. Georg: Böhme descriptum ao. 1700 Lunaburgi |

Скорочення «Dom.» може означати або «дім» (лат. domus), або «учитель» (лат. Dominus), це доводить, що Бах знав Бема особисто. Цей зв'язок мав перерости у близьку багатолітню дружбу, бо у 1727 році Бах саме Бема назвав своїм північним агентом з продажу клавірних партит (BWV 825–830) №№ 2 та 3.
Георг Бем помер 18 травня 1733 року. Його син, Якоб Крістіан, який мав успадкувати посаду органіста після нього, помер молодим. Тож цю посаду посів зять Бема, Людвіг Ернст Гартман.

## Творчість
Бем найбільш відомий своїми творами для флейти, органу та клавесину (в основному прелюдії, фуги та партити). Багато його робіт було написано так, що могли виконутися і на органі, і на клавесині, і на клавікорді. Його музиці характерний стиль імпровізації, фантазії — «stylus phantasticus».
Найбільш значимим внеском Бема у клавішну музику є розвиток хоральної партити.